# Douglas Dolphin
Douglas Dolphin – wodnosamolot produkowany przez wytwórnię Douglas Aircraft Company w latach 1931–1934. Samolot miał wiele zastosowań, począwszy od lotów pasażerskich, po militarne, transportowe, poszukiwawcze i ratunkowe. Wyprodukowano łącznie 58 egzemplarzy.

## Historia
W 1930 roku konstruktorzy Douglasa zaprojektowali mały „jacht powietrzny” zwany Sindbad. Był to luksusowy hydroplan o metalowej konstrukcji w układzie górnopłatu, z dwoma silnikami zamontowanymi ponad skrzydłami. Mimo wielkiego kryzysu, panującego w tamtych czasach, producentowi udało się znaleźć odbiorcę. Straż Wybrzeża Stanów Zjednoczonych zakupiła maszynę, którą intensywnie użytkowała do 1939 roku.
Na podstawie Sindbada w 1931 roku Douglas stworzył kolejny projekt – Dolphin (Delfin). Był on bardzo podobny do brytyjskiego Saro Cloud, pierwszego jednopłata służącego w Royal Air Force.

## Użytkownicy
Pierwsze dwa egzemplarze zostały zakupione przez Wilmington-Catalina Airlines i służyły do przewozu pasażerów na trasie Los Angeles-Catalina Island. Kolejne samoloty trafiły do Marynarki Stanów Zjednoczonych i Straży Wybrzeża Stanów Zjednoczonych, gdzie służyły jako maszyny poszukiwawczo-ratunkowe. Jeden egzemplarz nabył sam William Edward Boeing, odwieczny rywal Donalda Douglasa. Do grona właścicieli dołączył również Philip K. Wrigley, syn założyciela koncernu Wrigley Company.
Jeden z egzemplarzy zakupionych przez Marynarkę Stanów Zjednoczonych został przeznaczony do transportu ówczesnego prezydenta Franklina Roosevelta, który jednak nigdy nie podróżował na jego pokładzie. Mimo to, Douglas Dolphin był pierwszym samolotem przeznaczonym jedynie do przewozu głowy państwa.